# Hoya upoluensis
Hoya upoluensis är en oleanderväxtart som beskrevs av Franz Reinecke. Hoya upoluensis ingår i släktet Hoya och familjen oleanderväxter. Inga underarter finns listade i Catalogue of Life.